# Marib
Marib, właściwie Ma’rib (arab.: مأرب) – stołeczne miasto gubernatorstwa Ma’rib w Jemenie, a w czasach historycznych było stolicą królestwa Saba na południu Półwyspu Arabskiego. Położone jest w odległości 135 km na wschód od dzisiejszej stolicy Jemenu, Sany. Liczba ludności 16 794.

## Historia
Królestwo Saba zajmowało dzisiejszy region Aseer w południowo-zachodnim Jemenie. Sabatejscy władcy uczynili swą stolicą miasto Marib, ważny w tamtych czasach ośrodek handlowy, regulujący wymianę dóbr pomiędzy Indiami, a Egiptem.
Położenie w odległym od świata śródziemnomorskiego zakątku terytorium zwanego Arabia Felix sprawiło, że królestwo Saba nigdy nie zostało podbite przez Persję czy Cesarstwo Rzymskie. Dopiero ekspansja islamu w VII wieku n.e. zmieniła status religijno-prawny tych ziem. Miasto Ma’rib do połowy XIX wieku było znaczącym ośrodkiem handlowym i religijnym południowej Arabii.

## Zabytki

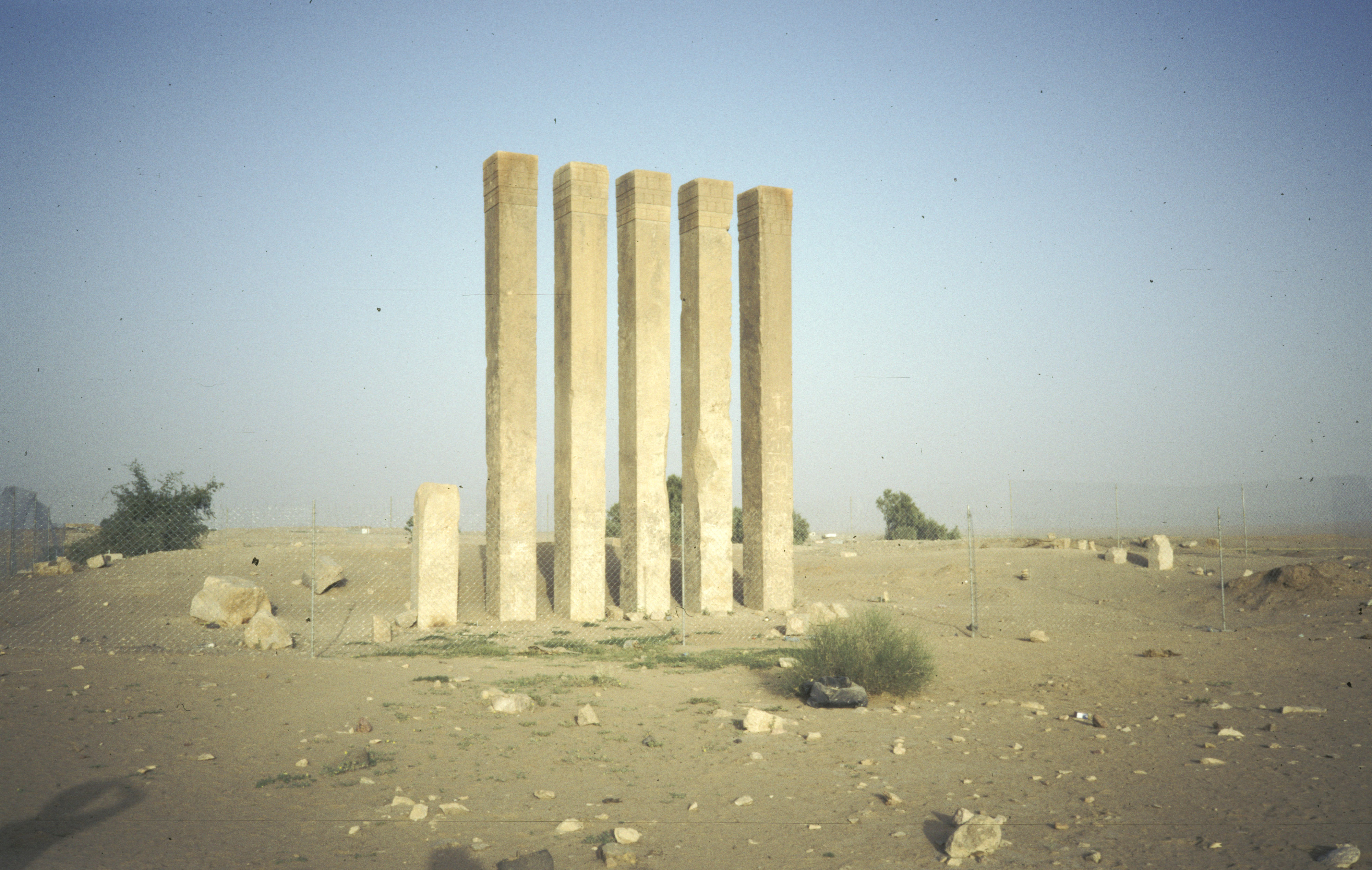
Filary budowli

Władcy sabejscy podjęli szereg wielkich prac irygacyjnych (najstarsze datowane na III tysiąclecie p.n.e.), jak np. zapór, których ruiny są do dziś widoczne. Największa ziemna tama Maribu miała długość 680 metrów, wysokość 14 metrów, wzmocniona od wewnętrznej strony kamiennym i murowanym licowaniem. W Marib znaleziono rzeźby marmurowe, terakotowe i brązowe, ołtarze i liczne inskrypcje sabejskie.
Na terenie miasta odkryto ruiny świątyni bóstwa księżycowego Almaqaha (osiem wielkich, monolitycznych filarów). Poza miastem leży wielka świątynia Haram Bilqis z VIII w. p.n.e., założona na planie elipsy (112 × 71 m) z murami obwodowymi o wys. do 9 m i portalem z V w. p.n.e. Opodal Marib znajdują się ruiny świątyni zw. Bar’an (z pięcioma monolitycznymi filarami).

## Samobójczy atak
21 lipca 2007 roku zamachowiec-samobójca zdetonował swój samochód wyładowany materiałami wybuchowymi wśród samochodów konwoju wiozącego turystów zwiedzających lokalne świątynie. W wyniku ataku zginęło siedmiu hiszpańskich turystów i dwóch jemeńskich przewodników. Władze jemeńskie obarczyły odpowiedzialnością za atak Al-Kaidę.